# Maria Bączek
Maria Bączek (ur. 20 czerwca 1999) – polska judoczka.
Zawodniczka klubów: UKJ Iwiczna Nowa Iwiczna (2012-2013), WKS Gwardia Warszawa (od 2013). Brązowa medalistka mistrzostw Polski seniorek 2018 w kategorii do 70 kg. Ponadto m.in. dwukrotna medalistka zawodów pucharu Europy juniorek (srebro - Ateny 2019, brąz - Kowno 2019).